# Barzilla W. Clark
Barzilla Worth Clark, född 22 december 1880 i Hadley, Hendricks County, Indiana, död 21 september 1943 i Idaho Falls, Idaho, var en amerikansk demokratisk politiker. Han var guvernör i delstaten Idaho 1937–1939. Han var bror till Chase A. Clark.
Clark studerade i Terre Haute men var tvungen att avbryta studierna på grund av dålig hälsa. I Idaho var han sysselsatt med gruvdrift, boskapsskötsel och jordbruk. År 1905 gifte han sig med Ethel S. Peck och paret fick tre döttrar samt en son. Clark var borgmästare i Idaho Falls 1913–1915 och 1926–1936.
Clark efterträdde 1937 Ben Ross som guvernör och efterträddes 1939 av C.A. Bottolfsen. Metodisten Clark avled 1943 och gravsattes på Rose Hill Cemetery i Idaho Falls.